# IGN

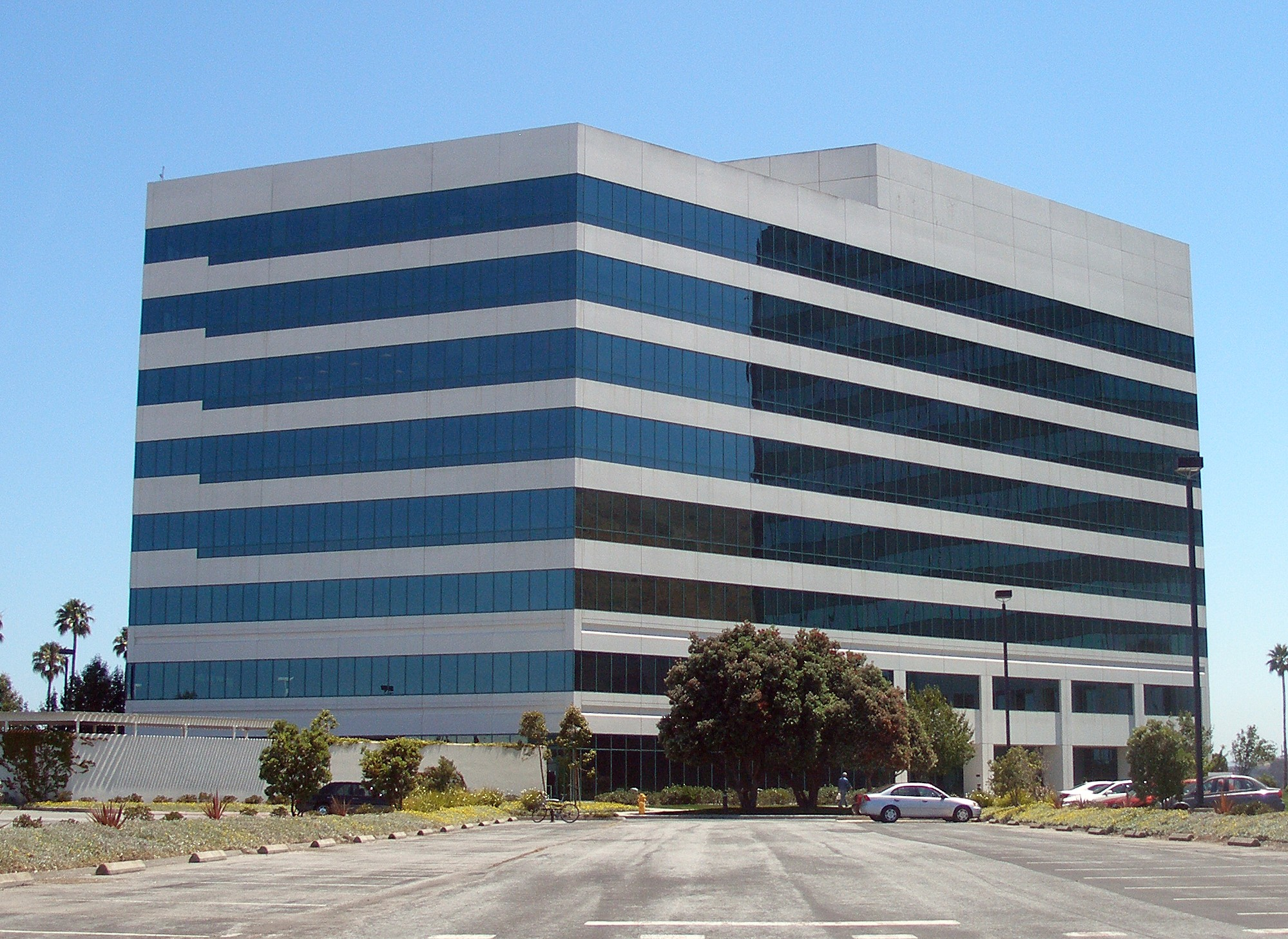
Dawna siedziba IGN w Brisbane w Kalifornii.

IGN (ang. Imagine Games Network) – amerykański, internetowy serwis informacyjny, skupiający się głównie na grach komputerowych, założony w 1996 roku. Strona podzielona jest na kanały: PC, Wii, Nintendo DS, Xbox 360, Xbox One, PlayStation 3, PlayStation 4, Vita, Wireless i Retro. Każdy kanał zawiera własne wiadomości, recenzje i zapowiedzi. Od 6 listopada 2015 roku działa polska wersja serwisu IGN.